# سد القصيباء
سد القُصَيْبَاء أحد سدود الطائف التاريخية.

## الوصف
يقع في سلامة اليمنى بالقرب من قرية أم البكار الواقعة على بعد خمسة وثلاثين كيلو مترًا، جنوب شرق الطائف. ويبلغ طوله سبعة وستين مترا، وارتفاعه اثنا عشر مترًا، وسمكه أربعة أمتار، وقد بني من جدارين حشي ما بينهما بالدبش والمؤونة، ويعود تاريخ بنائه إلى العصر الأموي.